# Jüdische Presse
Die Jüdische Presse. Organ für die Interessen des orthodoxen Judentums erschien als Nachfolger der Jüdischen Korrespondenz in den Jahren 1920 bis 1938. Die sowohl in Wien als auch in Bratislava unter wechselnden Verlegern erscheinende Zeitung hatte ein Format von 2°. Die Zählung wird ab 1920 vom Vorgänger übernommen.

## Beilage
- Die Kenessio Gedaulo

## Impressum
- 15. Okt. 1920 – 16. Sept. 1921: Eigentum einer Societät;
- ab 23. Sept. 1921: Jüdischer Verl. (Eig., Hrsg.);
- ab 4. Nov. 1927: Joel Pollak (Eig., Hrsg., zuletzt auch: Verl.);
- ab 30. Sept. 1932: David Türkl (Hrsg. für eine Arbeitsgemeinschaft,
- ab 26. März 1937: Hrsg. für den Jüdisch-Orthodoxen Preßverein);
- ab 1. Okt. 1937: Jüdisch-Orthodoxer Preßverein (Hrsg.)

## Drucker
- Melantrich, Wien;
- ab 7. Juni 1917: Genossenschafts-Buchdruckerei;
- ab 20. Apr. 1923: Jg. Steinmann.

## Redaktion
- Joel Pollak;
- ab 3. Dez. 1920: Jakob Deutsch (f. Österreich);
- Okt. 1920 – Feb. 1931: Heinrich Schwarz (v. Red. f. Tschechoslowakei);
- März 1931 – Dez. 1933: Jacob Joel Braun (v. Red. f. Tschechoslowakei);
- ab Jan. 1937: Siegfried Frommer (v. Red. f. Tschechoslowakei);
- 3. Dez. 1926 – Jan. 1928: Otto Stern;
- ab 13. Jan. 1928: Joel Pollak;
- ab 30. Sept. 1932: Karl Richter;
- ab 26. März 1937: Mendel Geldwerth;
- zuletzt: Jakob Deutsch.